# アレーツィオ
アレーツィオ（イタリア語: Alezio）は、イタリア共和国プッリャ州レッチェ県にある、人口約5,600人の基礎自治体（コムーネ）。

## 地理

### 位置・広がり

#### 隣接コムーネ
隣接するコムーネは以下の通り。
- ガッリーポリ
- マティーノ
- パラービタ
- サンニコーラ
- トゥーリエ